# سوق الاثنين (ولاية تيزي وزو)
سوق الإثنين إحدى بلديات دائرة المعاتقة التابعة لولاية تيزي وزو.

## مواضيع ذات صلة
- بلديات ولاية تيزي وزو
- دوائر ولاية تيزي وزو